# أنطونيو خواكين بيريز مارتينيز
أنطونيو خواكين بيريز مارتينيز (بالإسبانية: Antonio Joaquín Pérez Martínez) (و. 1763 – 1829 م) هو سياسي، ودبلوماسي من إسبانيا، وجمهورية أيرلندا، والمكسيك، ولد في مدينة بويبلا، توفي في مدينة بويبلا، عن عمر يناهز 66 عاماً.

## مناصب
تولى منصب نائب ‏
- عضو مجلس النواب الإسباني  [لغات أخرى]‏

.